# Ла Торе (Витербо)
Ла Торе је насеље у Италији у округу Витербо, региону Лацио.
Према процени из 2011. у насељу је живело 22 становника. Насеље се налази на надморској висини од 223 м.